# Deuxième Division 2017
La Deuxième Division 2017 è la 34ª edizione del campionato di football americano di secondo livello, organizzato dalla FFFA. La sua finale è denominata XXXVI Casque d'Or; la differenza di numerazione è dovuta al fatto che per i primi 12 campionati il Casque d'Or è stato la finale di prima divisione.

## Squadre partecipanti
| Club                              | Città              | Stadio | Sponsor ufficiale | Risultato nella stagione 2016 |
| --------------------------------- | ------------------ | ------ | ----------------- | ----------------------------- |
| Aigles de Chambéry                | Chambéry           |        |                   |                               |
| Blue Stars de Marseille           | Marsiglia          |        |                   |                               |
| Caïmans72 du Mans                 | Le Mans            |        |                   |                               |
| Centaures de Grenoble             | Grenoble           |        |                   |                               |
| Centurions de Nîmes               | Nîmes              |        |                   |                               |
| Corsaires d'Évry                  | Évry               |        |                   |                               |
| Giants de Saint-Étienne           | Saint-Étienne      |        |                   |                               |
| Hurricanes de Montpellier         | Montpellier        |        |                   |                               |
| Kangourous de Pessac              | Pessac             |        |                   |                               |
| Molosses d'Asnières               | Asnières-sur-Seine |        |                   |                               |
| Mousquetaires de Châtenay-Malabry | Châtenay-Malabry   |        |                   |                               |
| Ours de Toulouse                  | Tolosa             |        |                   |                               |
| Pygargues de Troyes               | Troyes             |        |                   |                               |
| Spartiates d'Amiens               | Amiens             |        |                   |                               |
| Templiers d'Élancourt             | Élancourt          |        |                   |                               |
| Vikings de Villeneuve-d'Ascq      | Villeneuve-d'Ascq  |        |                   |                               |

## Stagione regolare

### Calendario

#### Anticipi 1
| Le Mans 15 gennaio 2017, ore 14:00 | Caïmans72 du Mans | 25 – 0 (2-0 16-0 0-0 7-0) referto referto 2 | Corsaires d'Évry | Complexe Sportif Auguste Delaune |

#### 1ª giornata
| Asnières-sur-Seine 21 gennaio 2017, ore 19:00 | Molosses d'Asnières | 46 – 6 (12-0 8-6 12-0 14-0) referto | Mousquetaires de Châtenay-Malabry | Stade Leo Lagrange |

| Pessac 21 gennaio 2017, ore 19:00 | Kangourous de Pessac | 7 – 6 (0-6 0-0 0-0 7-0) referto referto 2 | Hurricanes de Montpellier | Stade Bougnard |

| Élancourt 21 gennaio 2017, ore 20:00 | Templiers d'Élancourt | 29 – 13 (0-13 21-0 8-0 0-0) referto referto 2 | Vikings de Villeneuve-d'Ascq | Complexe Sportif Europe |

| Tolosa 22 gennaio 2017, ore 14:00 | Ours de Toulouse | 47 – 0 (20-0 21-0 0-0 6-0) referto referto 2 | Centurions de Nîmes | Stade des Argoulets |

| Marsiglia 22 gennaio 2017, ore 14:00 | Blue Stars de Marseille | 12 – 0 (0-0 6-0 6-0 0-0) referto referto 2 | Aigles de Chambéry |  |

#### 2ª giornata
| Le Mans 28 gennaio 2017, ore 19:00 | Caïmans72 du Mans | 19 – 6 (0-0 3-0 16-0 0-6) referto referto 2 | Vikings de Villeneuve-d'Ascq | Complexe Sportif Auguste Delaune |

| Amiens 28 gennaio 2017, ore 19:00 | Spartiates d'Amiens | 27 – 12 (6-6 7-0 7-6 7-0) referto | Mousquetaires de Châtenay-Malabry | Stade du Grand Marais |

| Évry 29 gennaio 2017, ore 14:00 | Corsaires d'Évry | 20 – 28 (6-14 6-14 0-0 8-0) referto referto 2 | Templiers d'Élancourt | Complexe Sportif du Parc des Loges |

#### Recuperi 1
| Montpellier 4 febbraio 2017, ore 20:00 | Hurricanes de Montpellier | 35 – 15 (14-0 8-7 7-0 6-8) referto referto 2 | Centurions de Nîmes | Complexe Sportif de Veyrassi |

| Marsiglia 5 febbraio 2017, ore 14:00 | Blue Stars de Marseille | 49 – 0 (10-0 21-0 12-0 6-0) referto referto 2 | Centaures de Grenoble |  |

#### 3ª giornata
| Asnières-sur-Seine 11 febbraio 2017, ore 19:00 | Molosses d'Asnières | 8 – 9 (0-0 0-9 0-0 8-0) referto referto 2 | Caïmans72 du Mans | Stade Leo Lagrange |

| Parigi 11 febbraio 2017, ore 19:00 | Mousquetaires de Châtenay-Malabry | 15 – 21 (7-0 2-7 6-7 0-7) referto 2 | Vikings de Villeneuve-d'Ascq | Stade Louis Lumière |

| Nîmes 11 febbraio 2017, ore 19:00 | Centurions de Nîmes | 0 – 48 (0-14 0-20 0-7 0-7) referto referto 2 | Blue Stars de Marseille | Stade Kaufmann |

| Évry 12 febbraio 2017, ore 14:00 | Corsaires d'Évry | 18 – 30 (6-7 6-14 6-9) referto 2 | Spartiates d'Amiens | Complexe Sportif du Parc des Loges |

| Grenoble 12 febbraio 2017, ore 14:00 | Centaures de Grenoble | 33 – 6 (20-0 0-0 6-0 7-0) referto referto 2 | Kangourous de Pessac | Stade Raymond Espagnac |

#### Recuperi 2
| Montpellier 19 febbraio 2017, ore 19:00 | Hurricanes de Montpellier | 13 – 21 (0-14 6-0 0-7 7-0) referto referto 2 | Aigles de Chambéry | Complexe Sportif de Veyrassi |

#### 4ª giornata
| Amiens 25 febbraio 2017, ore 19:00 | Spartiates d'Amiens | 19 – 38 (0-6 0-12 12-14 7-6) referto referto 2 | Molosses d'Asnières | Stade du Grand Marais |

| Nîmes 25 febbraio 2017, ore 19:00 | Centurions de Nîmes | 6 – 33 (0-6 0-14 6-7 0-7) referto referto 2 | Kangourous de Pessac | Stade Kaufmann |

| Évry 26 febbraio 2017, ore 14:00 | Corsaires d'Évry | 28 – 8 (7-0 14-0 7-2 0-6) referto referto 2 | Vikings de Villeneuve-d'Ascq | Complexe Sportif du Parc des Loges |

| Élancourt 26 febbraio 2017, ore 14:00 | Templiers d'Élancourt | 6 – 24 (0-7 0-14 0-0 6-3) referto referto 2 | Caïmans72 du Mans | Complexe Sportif Europe |

| Tolosa 26 febbraio 2017, ore 14:00 | Ours de Toulouse | 24 – 14 (0-7 12-7 6-0 6-0) referto referto 2 | Hurricanes de Montpellier | Stade des Argoulets |

| Chambéry 26 febbraio 2017, ore 14:00 | Aigles de Chambéry | 6 – 30 (0-7 0-13 0-14 6-3) referto | Centaures de Grenoble | Stade de La Combe Verte |

#### 5ª giornata
| Amiens 4 marzo 2017, ore 19:00 | Spartiates d'Amiens | 38 – 12 (3-0 7-6 14-0 14-6) referto referto 2 | Templiers d'Élancourt | Stade du Grand Marais |

| Parigi 4 marzo 2017, ore 19:00 | Mousquetaires de Châtenay-Malabry | 27 – 14 (0-7 0-13 0-6 6-0) referto 2 | Corsaires d'Évry | Stade Louis Lumière |

#### Recuperi 3
| Chambéry 12 marzo 2017, ore 14:00 | Aigles de Chambéry | 6 – 7 (0-0 0-0 0-7 6-0) referto referto 2 | Ours de Toulouse | Stade de La Combe Verte |

| Marsiglia 12 marzo 2017, ore 14:30 | Blue Stars de Marseille | 28 – 14 (7-0 14-0 7-7 0-7) referto referto 2 | Hurricanes de Montpellier |  |

#### 6ª giornata
| Le Mans 18 marzo 2017, ore 19:00 | Caïmans72 du Mans | 28 – 0 (7-0 7-0 7-0 7-0) referto referto 2 | Mousquetaires de Châtenay-Malabry | Complexe Sportif Auguste Delaune |

| Pessac 18 marzo 2017, ore 19:00 | Kangourous de Pessac | 0 – 36 (0-6 0-7 0-10 0-13) referto referto 2 | Blue Stars de Marseille | Stade Bougnard |

| Élancourt 18 marzo 2017, ore 20:00 | Templiers d'Élancourt | 14 – 28 (0-0 0-21 8-7 6-0) referto referto 2 | Molosses d'Asnières | Complexe Sportif Europe |

| Villeneuve-d'Ascq 19 marzo 2017, ore 14:00 | Vikings de Villeneuve-d'Ascq | 12 – 23 (0-7 6-13 0-3 6-0) referto referto 2 | Spartiates d'Amiens | Stade du Château |

| Tolosa 19 marzo 2017, ore 14:00 | Ours de Toulouse | 28 – 35 (0-0 7-14 14-7 7-14) referto referto 2 | Centaures de Grenoble | Stade des Argoulets |

| Nîmes 19 marzo 2017, ore 14:00 | Centurions de Nîmes | 0 – 38 (0-0 0-21 0-14 0-3) referto referto 2 | Aigles de Chambéry | Stade Kaufmann |

#### 7ª giornata
| Parigi 25 marzo 2017, ore 19:00 | Mousquetaires de Châtenay-Malabry | 6 – 24 (0-3 6-7 0-7 0-7) referto 2 | Spartiates d'Amiens | Stade Louis Lumière |

| Élancourt 25 marzo 2017, ore 20:00 | Templiers d'Élancourt | 8 – 21 (0-0 0-13 8-0 0-8) referto referto 2 | Corsaires d'Évry | Complexe Sportif Europe |

| Villeneuve-d'Ascq 26 marzo 2017, ore 14:00 | Vikings de Villeneuve-d'Ascq | 0 – 39 (0-7 0-11 0-14 0-7) referto referto 2 | Caïmans72 du Mans | Stade du Château |

#### Recuperi 4
| Montpellier 1º aprile 2017, ore 19:00 | Hurricanes de Montpellier | 24 – 7 (7-0 17-0 0-7 0-0) referto referto 2 | Centaures de Grenoble | Complexe Sportif de Veyrassi |

| Marsiglia 2 aprile 2017, ore 14:00 | Blue Stars de Marseille | 34 – 12 (7-6 14-0 6-0 7-6) referto referto 2 | Ours de Toulouse |  |

#### 8ª giornata
| Parigi 8 aprile 2017, ore 19:00 | Mousquetaires de Châtenay-Malabry | 6 – 42 (0-16 6-12 0-6 0-8) referto 2 | Molosses d'Asnières | Stade Louis Lumière |

| Nîmes 8 aprile 2017, ore 19:00 | Centurions de Nîmes | 13 – 67 (0-14 7-16 6-14 0-23) referto referto 2 | Hurricanes de Montpellier | Stade Kaufmann |

| Évry 9 aprile 2017, ore 14:00 | Corsaires d'Évry | 23 – 19 (9-3 0-6 0-10 14-0) referto referto 2 | Caïmans72 du Mans | Complexe Sportif du Parc des Loges |

| Villeneuve-d'Ascq 9 aprile 2017, ore 14:00 | Vikings de Villeneuve-d'Ascq | 10 – 27 (2-7 6-6 2-6 0-8) referto 2 | Templiers d'Élancourt | Stade du Château |

| Tolosa 9 aprile 2017, ore 14:00 | Ours de Toulouse | 20 – 7 (0-0 7-7 0-0 13-0) referto referto 2 | Kangourous de Pessac | Stade des Argoulets |

| Grenoble 9 aprile 2017, ore 14:00 | Centaures de Grenoble | 22 – 32 (3-3 6-7 7-7 6-15) referto referto 2 | Blue Stars de Marseille | Stadio Lesdiguières |

#### 9ª giornata e Recuperi 5
| Asnières-sur-Seine 15 aprile 2017, ore 19:00 | Molosses d'Asnières | 17 – 0 (3-0 14-0 0-0 0-0) referto referto 2 | Corsaires d'Évry | Stade Leo Lagrange |

| Amiens 15 aprile 2017, ore 19:00 | Spartiates d'Amiens | 34 – 12 (7-0 7-3 7-0 0-7) referto referto 2 | Caïmans72 du Mans |  |

| Pessac 15 aprile 2017, ore 19:00 | Kangourous de Pessac | 0 – 7 (0-0 0-0 0-7 0-0) referto referto 2 | Ours de Toulouse | Stade Bougnard |

| Élancourt 15 aprile 2017, ore 20:00 | Templiers d'Élancourt | 8 – 20 (0-8 8-6 0-0 0-6) referto | Mousquetaires de Châtenay-Malabry | Complexe Sportif Europe |

#### Recuperi 6
| Villeneuve-d'Ascq 23 aprile 2017, ore 14:00 | Vikings de Villeneuve-d'Ascq | 12 – 42 (6-6 6-8 0-14 0-16) referto referto 2 | Molosses d'Asnières | Terrain de la Tamise |

| 23 aprile 2017, ore 14:00 | Centaures de Grenoble | 18 – 0 (a tavolino) | Centurions de Nîmes |  |

#### Recuperi 7
| Pessac 29 aprile 2017, ore 19:00 | Kangourous de Pessac | 54 – 14 (6-0 18-0 8-8 22-6) referto referto 2 | Centurions de Nîmes | Stade Bougnard |

| Montpellier 29 aprile 2017, ore 19:00 | Hurricanes de Montpellier | 12 – 25 (6-0 0-12 6-0 0-13) referto referto 2 | Ours de Toulouse |  |

| 29 aprile 2017, ore 20:00 | Aigles de Chambéry | 0 – 19 (0-7 0-6 0-6 0-0) referto referto 2 | Blue Stars de Marseille |  |

#### 10ª giornata
| Le Mans 6 maggio 2017, ore 18:00 | Caïmans72 du Mans | 52 – 22 (13-0 7-8 13-14 19-0) referto referto 2 | Templiers d'Élancourt | MMArena |

| Asnières-sur-Seine 6 maggio 2017, ore 19:00 | Molosses d'Asnières | 21 – 12 (14-0 0-0 7-6 0-6) referto referto 2 | Spartiates d'Amiens | Stade Leo Lagrange |

| Nîmes 6 maggio 2017, ore 19:00 | Centurions de Nîmes | 28 – 55 (0-21 0-13 8-14 20-7) referto referto 2 | Ours de Toulouse | Stade Kaufmann |

| Villeneuve-d'Ascq 7 maggio 2017, ore 14:00 | Vikings de Villeneuve-d'Ascq | 47 – 8 (14-0 12-0 0-0 21-8) referto referto 2 | Corsaires d'Évry | Terrain de la Tamise |

| Montpellier 7 maggio 2017, ore 14:00 | Hurricanes de Montpellier | 35 – 6 (0-0 14-0 14-0 7-6) referto referto 2 | Kangourous de Pessac | Complexe Sportif de Veyrassi |

| Grenoble 7 maggio 2017, ore 14:00 | Centaures de Grenoble | 28 – 21 (0-0 14-7 7-7 7-7) referto referto 2 | Aigles de Chambéry | Stadio Lesdiguières |

#### Recuperi 8
| 13 maggio 2017, ore 20:00 | Aigles de Chambéry | 18 – 0 (a tavolino) | Kangourous de Pessac |  |

### Classifiche
Le classifiche della regular season sono le seguenti:
- PCT = percentuale di vittorie, G = partite giocate, V = partite vinte,  P = partite perse, PF = punti fatti, PS = punti subiti

#### Conference Nord

##### Poule A
| Pos. | Squadra                      | PCT  | G | V | N | P | PF  | PS  |
| ---- | ---------------------------- | ---- | - | - | - | - | --- | --- |
| 1    | Caïmans72 du Mans            | .778 | 9 | 7 | 0 | 2 | 224 | 86  |
| 2    | Corsaires d'Évry             | .444 | 9 | 4 | 0 | 5 | 144 | 188 |
| 3    | Templiers d'Élancourt        | .333 | 9 | 3 | 0 | 6 | 154 | 226 |
| 4    | Vikings de Villeneuve-d'Ascq | .222 | 9 | 2 | 0 | 7 | 129 | 230 |

##### Poule B
| Pos. | Squadra                           | PCT  | G | V | N | P | PF  | PS  |
| ---- | --------------------------------- | ---- | - | - | - | - | --- | --- |
| 1    | Molosses d'Asnières               | .875 | 8 | 7 | 0 | 1 | 242 | 78  |
| 2    | Spartiates d'Amiens               | .750 | 8 | 6 | 0 | 2 | 194 | 128 |
| 3    | Mousquetaires de Châtenay-Malabry | .125 | 8 | 1 | 0 | 7 | 71  | 222 |
| -    | Pygargues de Troyes               | -    | - | - | - | - | -   | -   |

#### Conference Sud

##### Poule A
| Pos. | Squadra                   | PCT  | G | V | N | P | PF  | PS  |
| ---- | ------------------------- | ---- | - | - | - | - | --- | --- |
| 1    | Ours de Toulouse          | .778 | 9 | 7 | 0 | 2 | 225 | 136 |
| 2    | Hurricanes de Montpellier | .444 | 9 | 4 | 0 | 5 | 216 | 146 |
| 3    | Kangourous de Pessac      | .333 | 9 | 3 | 0 | 6 | 113 | 175 |
| 4    | Centurions de Nîmes       | .000 | 9 | 0 | 0 | 9 | 76  | 391 |

##### Poule B
| Pos. | Squadra                 | PCT   | G | V | N | P | PF  | PS  |
| ---- | ----------------------- | ----- | - | - | - | - | --- | --- |
| 1    | Blue Stars de Marseille | 1.000 | 8 | 8 | 0 | 0 | 258 | 48  |
| 2    | Centaures de Grenoble   | .625  | 8 | 5 | 0 | 3 | 173 | 166 |
| 3    | Aigles de Chambéry      | .250  | 8 | 2 | 0 | 6 | 110 | 109 |
| -    | Giants de Saint-Étienne | -     | - | - | - | - | -   | -   |

## Playoff

### Tabellone
|  | Quarti di finale | Quarti di finale          | Quarti di finale |                       |     | Semifinali              | Semifinali | Semifinali |  |  | XXXVI Casque d'Or | XXXVI Casque d'Or | XXXVI Casque d'Or |  |
|  |                  |                           |                  |                       |     |                         |            |            |  |  |                   |                   |                   |  |
|  | SB1              | Blue Stars de Marseille   | 22               |                       |     |                         |            |            |  |  |                   |                   |                   |  |
|  | SB1              | Blue Stars de Marseille   | 22               |                       |     |                         |            |            |  |  |                   |                   |                   |  |
|  | SA2              | Hurricanes de Montpellier | 6                |                       |     |                         |            |            |  |  |                   |                   |                   |  |
|  | SA2              | Hurricanes de Montpellier | 6                |                       | SB1 | Blue Stars de Marseille | 44         |            |  |  |                   |                   |                   |  |
|  |                  |                           |                  |                       | SB1 | Blue Stars de Marseille | 44         |            |  |  |                   |                   |                   |  |
|  |                  |                           | SB2              | Centaures de Grenoble | 7   |                         |            |            |  |  |                   |                   |                   |  |
|  | SA1              | Ours de Toulouse          | SB2              | Centaures de Grenoble | 7   | 14                      |            |            |  |  |                   |                   |                   |  |
|  | SA1              | Ours de Toulouse          |                  |                       |     |                         |            |            |  |  |                   |                   |                   |  |
|  | SB2              | Centaures de Grenoble     | 21               |                       |     |                         |            |            |  |  |                   |                   |                   |  |
|  | SB2              | Centaures de Grenoble     | 21               |                       | SB1 | Blue Stars de Marseille | 25         |            |  |  |                   |                   |                   |  |
|  |                  |                           |                  |                       |     |                         |            |            |  |  |                   |                   |                   |  |
|  |                  |                           | NB1              | Molosses d'Asnières   | 26  |                         |            |            |  |  |                   |                   |                   |  |
|  | NB1              | Molosses d'Asnières       | NB1              | Molosses d'Asnières   | 26  | 27                      |            |            |  |  |                   |                   |                   |  |
|  | NB1              | Molosses d'Asnières       |                  |                       |     |                         |            |            |  |  |                   |                   |                   |  |
|  | NA2              | Corsaires d'Évry          | 7                |                       |     |                         |            |            |  |  |                   |                   |                   |  |
|  | NA2              | Corsaires d'Évry          | 7                |                       | NB1 | Molosses d'Asnières     | 20         |            |  |  |                   |                   |                   |  |
|  |                  |                           |                  |                       | NB1 | Molosses d'Asnières     | 20         |            |  |  |                   |                   |                   |  |
|  |                  |                           | NB2              | Spartiates d'Amiens   | 12  |                         |            |            |  |  |                   |                   |                   |  |
|  | NA1              | Caïmans72 du Mans         | NB2              | Spartiates d'Amiens   | 12  | 25                      |            |            |  |  |                   |                   |                   |  |
|  | NA1              | Caïmans72 du Mans         |                  |                       |     |                         |            |            |  |  |                   |                   |                   |  |
|  | NB2              | Spartiates d'Amiens       | 28               |                       |     |                         |            |            |  |  |                   |                   |                   |  |

### Quarti di finale
| Le Mans 20 maggio 2017, ore 19:00 | Caïmans72 du Mans | 25 – 28 | Spartiates d'Amiens | Complexe Sportif Auguste Delaune |

| Asnières-sur-Seine 20 maggio 2017, ore 19:00 | Molosses d'Asnières | 27 – 7 (3-0 10-0 7-0 7-7) referto | Corsaires d'Évry | Stade Leo Lagrange |

| Tolosa 21 maggio 2017, ore 14:00 | Ours de Toulouse | 14 – 21 (0-0 7-6 7-0 0-15) referto | Centaures de Grenoble | Stade des Argoulets |

| Marsiglia 21 maggio 2017, ore 14:00 | Blue Stars de Marseille | 27 – 6 (6-0 14-0 7-0 0-6) referto | Hurricanes de Montpellier | Stade Pierre-Delort |

### Semifinali
| Asnières-sur-Seine 3 giugno 2017, ore 19:00 | Molosses d'Asnières | 20 – 12 (0-0 7-6 7-0 6-6) referto referto 2 | Spartiates d'Amiens | Stade Leo Lagrange |

| Marsiglia 4 giugno 2017, ore 14:00 | Blue Stars de Marseille | 41 – 7 (21-0 7-0 0-0 13-7) referto | Centaures de Grenoble | Complexe Sportif Roger Couderc |

### XXXVI Casque d'Or
| Marsiglia 18 giugno 2017, ore 14:30 | Blue Stars de Marseille | 25 – 26 (3-7 19-0 3-6 0-13) referto | Molosses d'Asnières | Stade Pierre-Delort |

## Verdetti
- Molosses d'Asnières Campioni della Deuxième Division 2017 e promossi in Division Élite
- Blue Stars de Marseille promossi in Division Élite
- Giants de Saint-Étienne e  Pygargues de Troyes retrocessi in Division 3